# Team JustLease.nl
Team JustLease.nl was een Nederlandse schaatsploeg rondom langebaanschaatser Ireen Wüst. Trainer/coach was Rutger Tijssen die de trainingsprogramma's schreef, adviseur was Gerard Kemkers, Peter Vergouwen was de sportarts en krachttrainer Jim McCarthy verzorgde tijdens de trainingen de warming-up. Daarnaast was het teammanagement in handen van Patrick Wouters.
De ploegnaam luidde bij oprichting in april 2015 oorspronkelijk Team4Gold.
Op 24 december 2015 kreeg de ploeg een hoofdsponsor in JustLease.nl tot aan het einde van het seizoen en op 11 maart 2018 maakte Rogier van Ewijk bekend te overwegen de sponsoring te verlengen.
Enkele dagen later besloot de maatschappij Justlease toch dat ze niet meer verder wilden met Ireen Wüst. De sponsor zag af van een doorstart in de schaatswereld.
In 2018 gingen Ireen Wüst en Jos de Vos over naar de nieuwe schaatsploeg TalentNED.

## Schaatsers
Op chronologische volgorde.
| - Ireen Wüst (2015–2018) - Antoinette de Jong (2015–2018) - Melissa Wijfje (2015-2018) - Jos de Vos (2015-2018) - Haralds Silovs (2015–2016) - Patrick Beckert (2015–2016) | - Koen Verweij (2015–2016) - Lucas van Alphen (2015-2016) - Konrad Niedźwiedzki (2016-2018) - Jan Blokhuijsen (2016-2018) - Aron Romeijn (2016-2017) - Thomas Geerdinck (2017-2018) |

### 2017
De ploeg bestond naast Wüst uit nog zeven andere langebaanschaatsers:
| Vrouwen            | Vrouwen                  | Mannen              | Mannen               |
| Naam               | Specialisatie            | Naam                | Specialisatie        |
| ------------------ | ------------------------ | ------------------- | -------------------- |
| Ireen Wüst         | 1000, 1500 en 3000 meter | Jan Blokhuijsen     | 1500 en 5000 meter   |
| Antoinette de Jong | 3000 meter, allround     | Konrad Niedźwiedzki | 1000 en 1500 meter   |
| Melissa Wijfje     | 1500 meter, allround     | Thomas Geerdinck    | allround             |
|                    |                          | Jos de Vos          | 5000 meter, allround |
|                    |                          | Marcel Bosker       | 5000 meter, allround |
|                    |                          | Marwin Talsma       | 5000 meter, allround |